# SS-Standarte Kurt Eggers

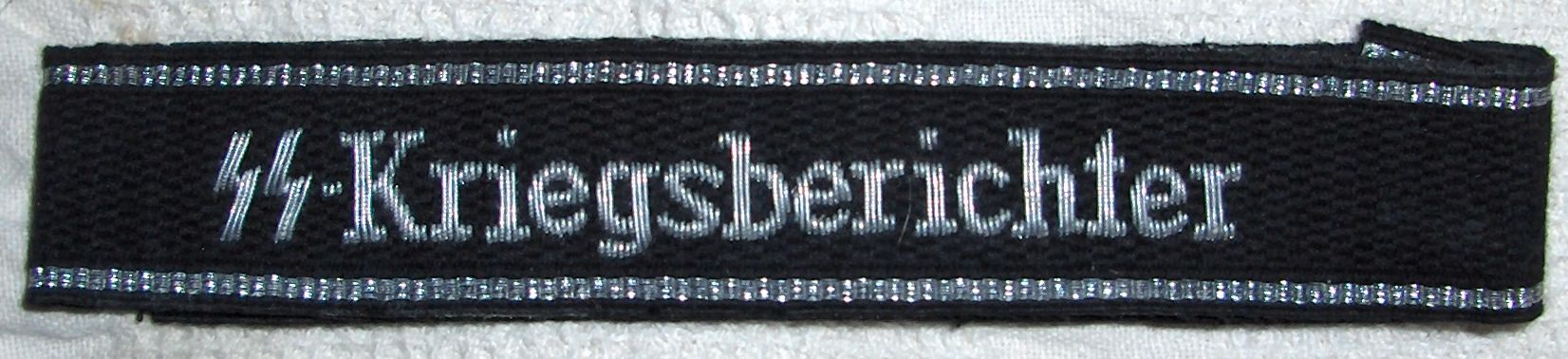
Opaska naramienna korespondenta wojennego

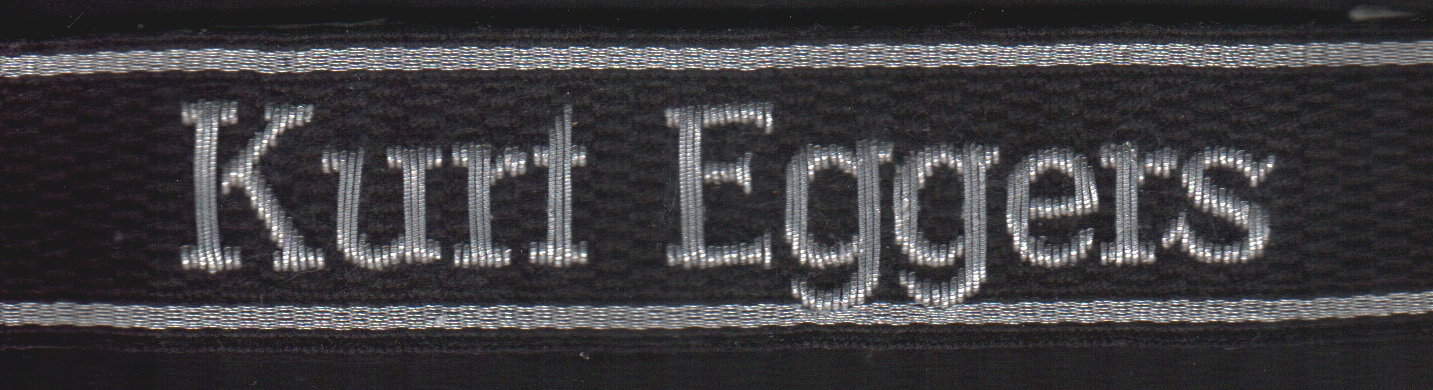
Opaska naramienna członków SS-Standarte „Kurt Eggers”

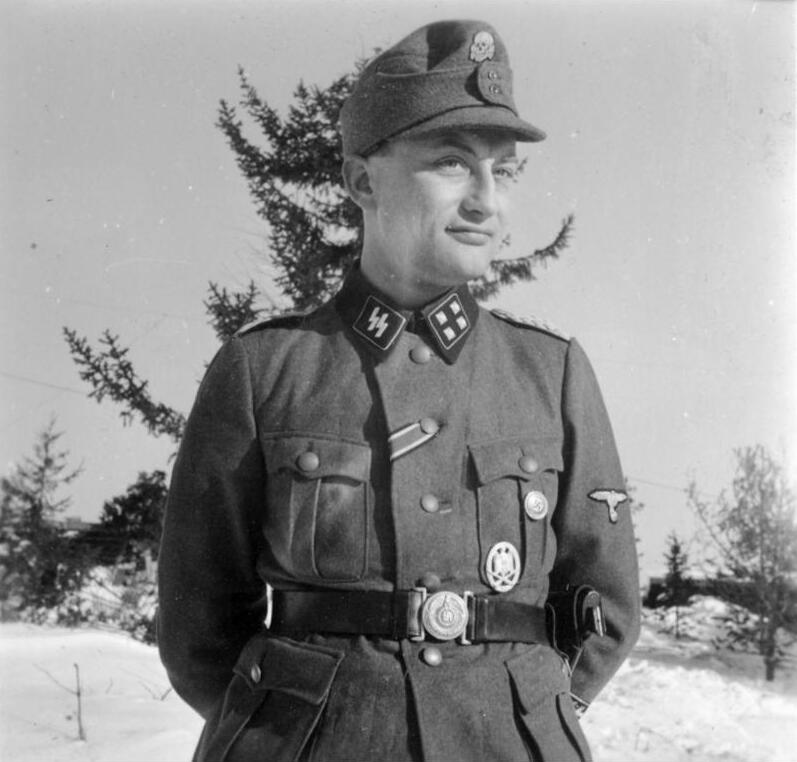
Dowódca jednostki Gunter d’Alquen

SS-Standarte „Kurt Eggers” – ochotnicza jednostka korespondentów wojennych w ramach Waffen-SS podczas II wojny światowej.

## Historia jednostki
W styczniu 1940 r. powstała SS-Kriegsberichter-Kompanie w składzie czterech plutonów (züge) korespondentów wojennych. Plutony były przeznaczone do samodzielnego działania, każdy wyposażony w odpowiednią ilość sprzętu operatorskiego. Na czele kompanii stanął SS-Standartenführer Gunter d’Alquen, były redaktor naczelny pisma SS Das Schwarze Korps. W momencie przejścia do Waffen-SS dostał awans do stopnia Waffen-SS Hauptsturmführera der Reserve. Dowodził jednostką do końca wojny, awansując ostatecznie na Waffen-SS Standartenführera der Reserve. Krótko po utworzeniu każdy pluton został przydzielony do wszystkich czterech ówczesnych formacji zbrojnych Waffen-SS walczących na Zachodzie w maju-czerwcu 1940 roku, a następnie wiosną 1941 na Bałkanach.
Ze względu na zwiększenie liczby formacji Waffen-SS do sierpnia 1941 r. utworzono więcej plutonów korespondentów wojennych, przemianowując SS-Kriegsberichter-Kompanie na SS-Kreigsberichter-Abteilung. W grudniu 1943 z tych samych powodów jednostka została przeorganizowana w SS-Standarte „Kurt Eggers” w sile pułku. Jej nazwa upamiętniała Kurta Eggersa, korespondenta wojennego i redaktora pisma „Das Schwarze Korps”, który zginął podczas wcześniejszych walk 5 Dywizji Pancernej SS „Wiking” pod Charkowem. Na rękawie munduru noszono odtąd opaskę z nazwą jednostki. Korespondenci wojenni początkowo przechodzili przeszkolenie w Berlinie-Zehlendorf, a następnie trafiali do jednostki i towarzyszyli hitlerowskim oddziałom Waffen-SS na polu walki przez wszystkie kampanie w różnych częściach Europy aż do końca wojny w 1945 r. Robili zdjęcia, kręcili filmy, wygłaszali i nagrywali przemówienia radiowe, które następnie były wykorzystywane przez machinę propagandową III Rzeszy.
Prowadzono też różne akcje propagandowe skierowane do obcych żołnierzy, jak np. akcja pod kryptonimem „Südstern”, której celem było nakłanianie do dezercji polskich żołnierzy z 2 Korpusu walczących na froncie włoskim w 1944 r. Akcja ta polegała na planowanym uderzaniu w morale Polaków poprzez audycje radiowe i ulotki. Wykorzystywano w tym celu radiostację „Wanda”, która 3 marca 1944 r. rozpoczęła nadawanie programów w języku polskim. Wszystkim żołnierzom, którzy się poddadzą, obiecywano natychmiastowy powrót do domu.
Wielu z członków SS-Standarte „Kurt Eggers” pochodziło z krajów podbitych przez wojska niemieckie, a także pozostałych państw (co najmniej 2 z USA, kilku z Wielkiej Brytanii i 1 z Nowej Zelandii). Byli oni najczęściej przydzielani do swoich narodowych formacji Waffen-SS.

## Struktura organizacyjna, styczeń 1944 r.
- Stab der Standarte
- Abteilung Verwaltung 
  - Unterkunftsverwaltung
- Gruppe Wort 
  - Verbindungsführer Presse
- Gruppe Bild 
  - Referat Bildtechnik
  - Referat Bildschriftleitung
  - Referat Bildarchiv
- Gruppe Rundfunk 
  - Referat Rundfunkstechnik
  - Referat Rundfunksendung
- Abschnitt Russland-Nord
- Abschnitt Russland-Süd
- Abschnitt Lettland und Lettische Einheiten
- Abschnitt Südost
- Abschnitt West
- Sonderunternehmen Südost
- Kommando Oslo
- Kommando Kopenhagen
- Kommando Frankreich
- Kommando Brüssel
- Kommando Südost
- Kommando Adria
- Ersatz-Kompanie 
  - Ausbildungsgruppe
- Gruppe Kampfpropaganda 
  - 2 x SS-Kampfpropaganda Zug
- Sonderunternehmen „Südstern” 
  - „Skorpion Ost”
  - „Skorpion West” (Ober-Rhein)
  - Unternehmen „Wintermärchen"